# Colobostema bihastatum
Colobostema bihastatum är en tvåvingeart som beskrevs av Cook 1971. Colobostema bihastatum ingår i släktet Colobostema och familjen dyngmyggor. Inga underarter finns listade i Catalogue of Life.